# Yuzhou, Yulin
Yuzhou är ett stadsdistrikt och säte för stadsfullmäktige i Yulin i den autonoma regionen Guangxi i sydligaste Kina.